# Wells Fargo Center (Denver)

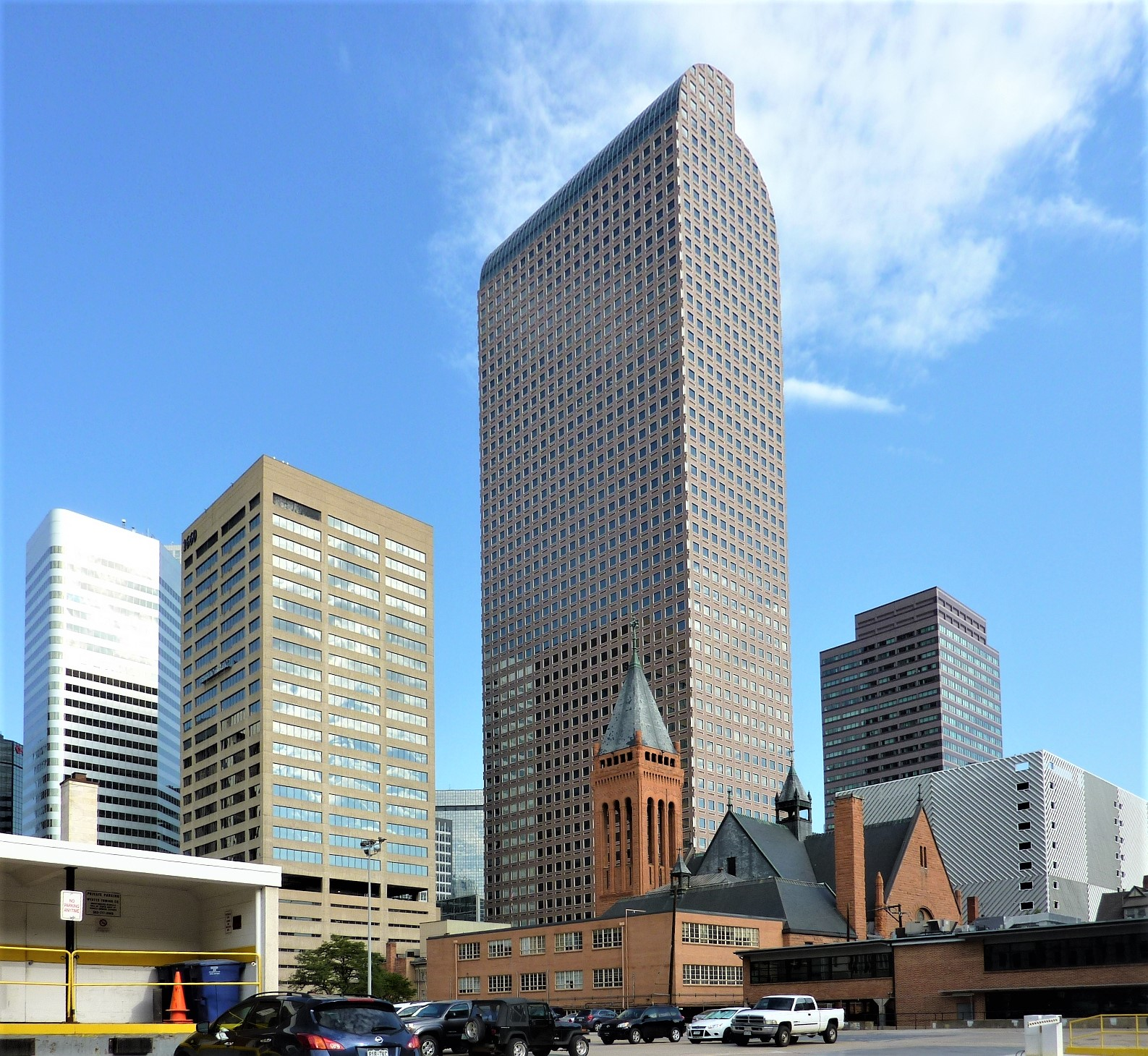
Wells Fargo Center, unterhalb die Central Presbyterian Church

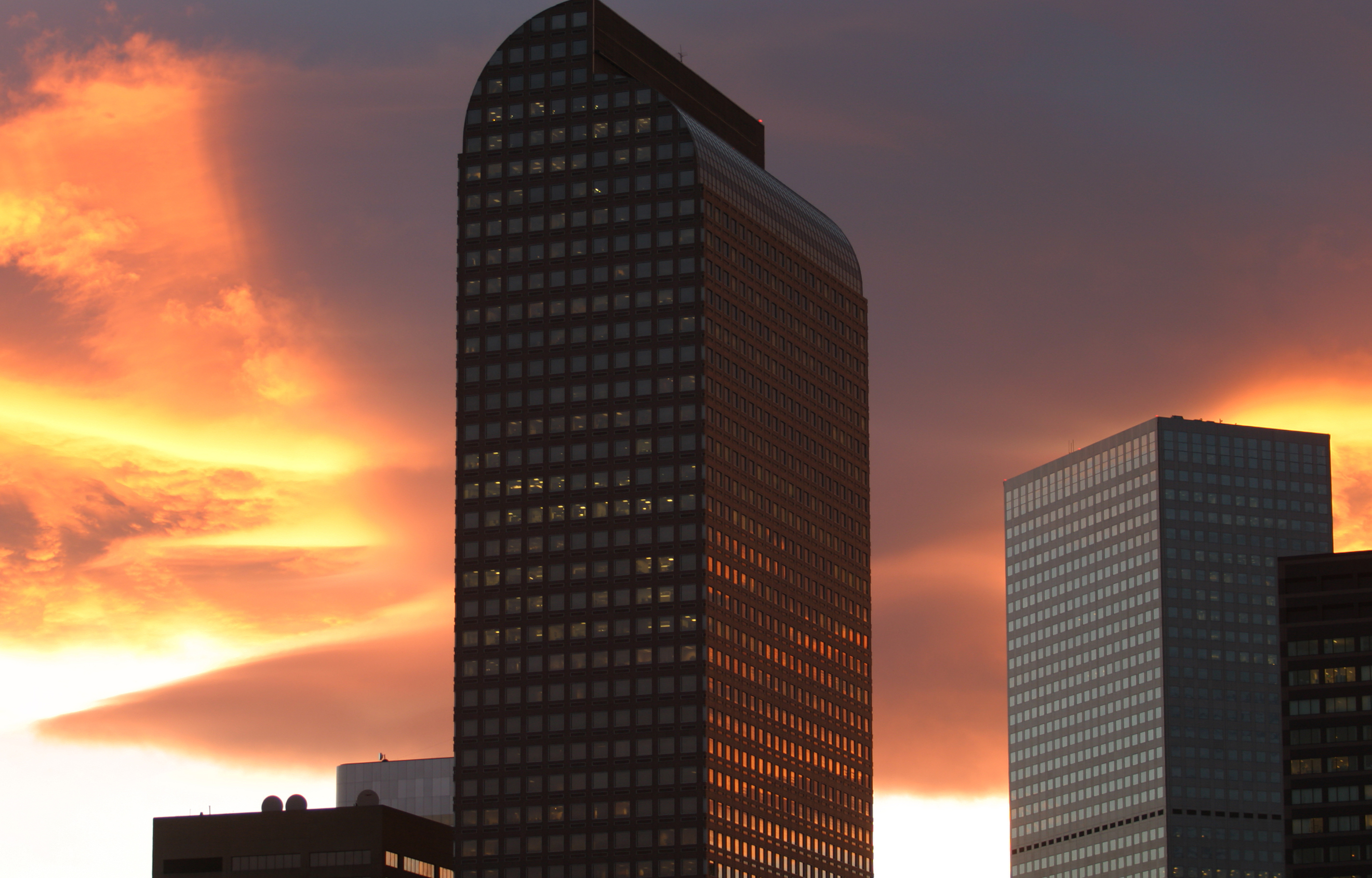
Das Gebäude in der Abenddämmerung

Das Well Fargo Center ist ein Wolkenkratzer in Denver, Colorado. Mit einer Höhe von 213 Metern ist das Gebäude das dritt-höchste in Denver und hat 52 Etagen, wobei die meisten als Bürofläche genutzt werden. Es wurde 1983 fertiggestellt.

## Besonderheiten
- Das Gebäude hat eine eigene Postleitzahl: 80274[1]
- Im Dach befinden sich Heizspulen, die im Winter Schnee und Eis schmelzen lassen, damit keine Lawinen niedergehen.
- Aufgrund der besonderen Dachform wird es auch gerne als „Registrierkassengebäude“ (engl. „Cash Register Building“ oder „Mailbox Building“) bezeichnet.